# 10447 Bloembergen
10447 Bloembergen este un asteroid din centura principală de asteroizi.

## Descriere
10447 Bloembergen este un asteroid din centura principală de asteroizi. A fost descoperit pe 16 octombrie 1977 la Observatorul Palomar de Cornelis Johannes van Houten, Ingrid van Houten-Groeneveld și Tom Gehrels. Asteroidul prezintă o orbită caracterizată de o semiaxă mare de 2,88 ua, o excentricitate de 0,05 și o înclinație de 2,1° în raport cu ecliptica.